# San Isidro Patrimonio Ejidal
San Isidro Patrimonio Ejidal är en ort i Mexiko.   Den ligger i kommunen Oriental och delstaten Puebla, i den sydöstra delen av landet, 160 km öster om huvudstaden Mexico City. San Isidro Patrimonio Ejidal ligger 2 348 meter över havet och antalet invånare är 197.
Terrängen runt San Isidro Patrimonio Ejidal är platt åt sydost, men åt nordväst är den kuperad. Runt San Isidro Patrimonio Ejidal är det ganska tätbefolkat, med 129 invånare per kvadratkilometer. Närmaste större samhälle är Oriental, 2,0 km väster om San Isidro Patrimonio Ejidal. Trakten runt San Isidro Patrimonio Ejidal består till största delen av jordbruksmark.